# Sferoplast
Sferoplast je stanica iz koje je stanična stijenka u potpunosti uklonjena, primjerice djelovanjem penicilina. Podrijetlo imena dolazi od činjenice što nakon što se ukloni mikrobova stijenka, napetost membrane uzrok je tomu što stanica poprima prepoznatljivi sferični oblik. Sferoplasti su osmotski lomljivi i lizira se ako ga se premjesti u hipotoničnu otopinu.